# Gentioux-Pigerolles
Gentioux-Pigerolles este o comună în departamentul Creuse din centrul Franței. În 2009 avea o populație de 383 de locuitori.

## Evoluția populației
| An        | 1975 | 1982 | 1990 | 1999 | 2006 | 2009 |
| --------- | ---- | ---- | ---- | ---- | ---- | ---- |
| Populație | 419  | 371  | 367  | 389  | 368  | 383  |